# Činy i ljudi

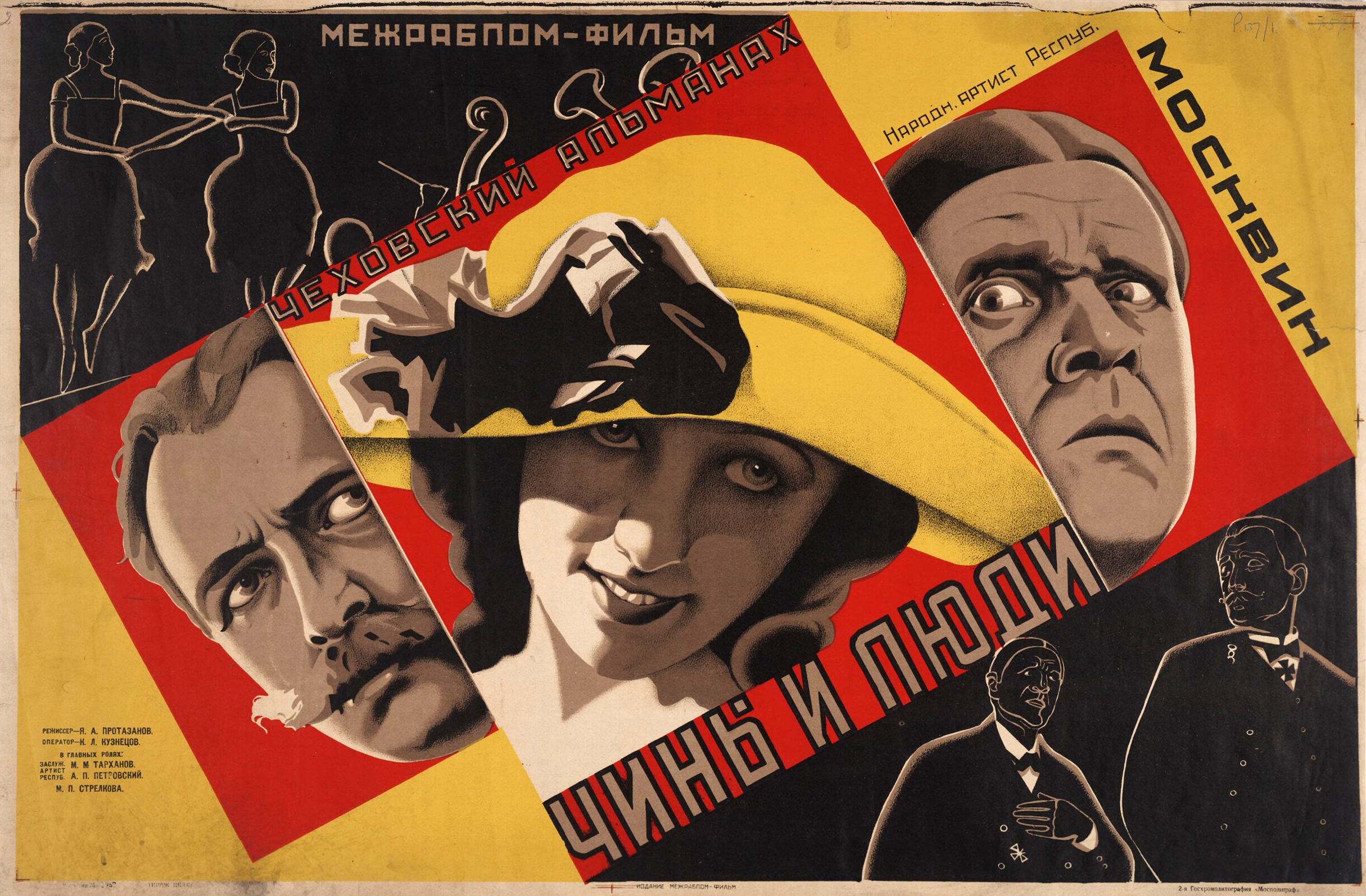
locandina di Činy i ljudi

Činy i ljudi (Чины и люди) è un film del 1929 diretto da Jakov Aleksandrovič Protazanov.